# Brandacujun
Le brandacujun est le nom ligure de la brandade de morue française, fait à base de stockfish. Il est particulièrement répandu dans l’ouest de la Ligurie (en Italie).
La brandade originaire du Languedoc s'est peu à peu répandue dans toute l'Occitanie jusqu'aux vallées occitanes du Piémont et de la Ligurie mais également en Espagne.

## Recette
Sa recette comprend du stockfish battu et trempé, des pommes de terre, de l'huile d'olive, de l'ail, des pignons et du jus de citron. Après une longue cuisson à feu doux, la préparation est énergiquement touillée jusqu'à obtention d'une pâte homogène, qui est généralement servie avec du pain.
Le nom du plat est l'objet d'un dicton trivial en ligure : Branda cujun! Branda che ciu ti u brandi, ciu u l’é bon! : « Remue, couillon ! Remue car plus tu remues, meilleur c'est ! ». C'est qu'une fois le couvercle posé sur la marmite, on la secoue avec énergie jusqu’à ce que les ingrédients soient défaits et amalgamés (ils ne doivent tout de même pas être complètement écrasés).
Traditionnellement, cette opération était effectuée par des hommes qui s’aidaient de leur bassin pour secouer le pot ; d’où la seconde partie du nom du plat (cujun) à résonance paillarde.
Le brandacujun n'est pas la seule recette ligure à base de stockfish ; d'autres plats ligures aux tomates et aux olives, analogues au stockfish à la niçoise, sont également connus.